# James Gatschene Memorial Trophy
James Gatschene Memorial Trophy byla trofej každoročně udělována vynikajícím schopnosti a sportovním chováním v průběhu pravidelné sezóny hráči působícím v IHL.Pro tuto trofej vybírali ligový trenéři. Trofej byla poprvé představena v závěru sezóny 1946-1947 a byla pojmenována jako památka po zesnulém členu kanadské sily Gatschene, který zahynul během druhé světové války.

## Vítěz
| James Gatschene Memorial Trophy | James Gatschene Memorial Trophy | James Gatschene Memorial Trophy |
| Sezóna                          | Hráč                            | Tým                             |
| ------------------------------- | ------------------------------- | ------------------------------- |
| 1946-47                         | Herb Jones                      | Detroit Auto Club               |
| 1947-48                         | Lyle Dowell                     | Detroit Bright's Goodyears      |
| 1948-49                         | Bob McFadden                    | Detroit Jerry Lynch             |
| 1949-50                         | Dick Kowcinak                   | Sarnia Sailors                  |
| 1950-51                         | John McGrath                    | Toledo Mercurys                 |
| 1951-52                         | Ernie Dick                      | Chatham Maroons                 |
| 1952-53                         | Don Marshall                    | Cincinnati Mohawks              |
| 1953-54                         | neudělena                       | neudělena                       |
| 1954-55                         | Phil Goyette                    | Cincinnati Mohawks              |
| 1955-56                         | George Hayes                    | Grand Rapids Rockets            |
| 1956-57                         | Pierre Brillant                 | Indianapolis Chiefs             |
| 1957-58                         | Pierre Brillant                 | Indianapolis Chiefs             |
| 1958-59                         | Len Thornson                    | Fort Wayne Komets               |
| 1959-60                         | Billy Reichart                  | Minneapolis Millers             |
| 1960-61                         | Len Thornson                    | Fort Wayne Komets               |
| 1961-62                         | Eddie Long                      | Fort Wayne Komets               |
| 1962-63                         | Len Thornson                    | Fort Wayne Komets               |
| 1963-64                         | Len Thornson                    | Fort Wayne Komets               |
| 1964-65                         | William Chalmers                | Toledo Blades                   |
| 1965-66                         | Gary Schall                     | Muskegon Mohawks                |
| 1966-67                         | Len Thornson                    | Fort Wayne Komets               |
| 1967-68                         | Don Westbrooke                  | Dayton Gems                     |
| 1967-68                         | Len Thornson                    | Fort Wayne Komets               |
| 1968-69                         | Don Westbrooke                  | Dayton Gems                     |
| 1969-70                         | Cliff Pennington                | Des Moines Oak Leafs            |
| 1970-71                         | Lyle Carter                     | Muskegon Mohawks                |
| 1971-72                         | Len Fontaine                    | Port Huron Wings                |
| 1972-73                         | Gary Ford                       | Muskegon Mohawks                |
| 1973-74                         | Peter Mara                      | Des Moines Capitols             |
| 1974-75                         | Gary Ford                       | Muskegon Mohawks                |
| 1975-76                         | Len Fontaine                    | Port Huron Flags                |
| 1976-77                         | Tom Mellor                      | Toledo Goaldiggers              |
| 1977-78                         | Dan Bonar                       | Fort Wayne Komets               |
| 1978-79                         | Terry McDougall                 | Fort Wayne Komets               |
| 1979-80                         | Al Dumba                        | Fort Wayne Komets               |
| 1980-81                         | Marcel Comeau                   | Saginaw Gears                   |
| 1981-82                         | Brent Jarrett                   | Kalamazoo Wings                 |
| 1982-83                         | Claude Noel                     | Toledo Goaldiggers              |
| 1983-84                         | Darren Jensen                   | Fort Wayne Komets               |
| 1984-85                         | Scott Gruhl                     | Muskegon Mohawks                |
| 1985-86                         | Darrell May                     | Peoria Rivermen                 |
| 1986-87                         | Jeff Pyle                       | Saginaw Generals                |
| 1986-87                         | Jock Callander                  | Muskegon Lumberjacks            |
| 1987-88                         | John Cullen                     | Flint Spirits                   |
| 1988-89                         | Dave Michayluk                  | Muskegon Lumberjacks            |
| 1989-90                         | Michel Mongeau                  | Peoria Rivermen                 |
| 1990-91                         | David Bruce                     | Peoria Rivermen                 |
| 1991-92                         | Dmitrij Kvartalnov              | San Diego Gulls                 |
| 1992-93                         | Tony Hrkac                      | Indianapolis Ice                |
| 1993-94                         | Rob Brown                       | Kalamazoo Wings                 |
| 1994-95                         | Tommy Salo                      | Denver Grizzlies                |
| 1995-96                         | Stéphane Beauregard             | San Francisco Spiders           |
| 1996-97                         | Frédéric Chabot                 | Houston Aeros                   |
| 1997-98                         | Patrice Lefebvre                | Las Vegas Thunder               |
| 1998-99                         | Brian Wiseman                   | Houston Aeros                   |
| 1999-00                         | Frédéric Chabot                 | Houston Aeros                   |
| 1999-00                         | Nikolaj Chabibulin              | Long Beach Ice Dogs             |
| 2000-01                         | Norm Maracle                    | Orlando Solar Bears             |